# Яаков Бен-Ашер
Яаков Бен-Ашер, иногда называемый Баал ха-Турим или Бааль ха-Турим по сокращённому имени его главного труда (1269—1343) — германо-испанский раввин, автор монументального труда по еврейскому закону «Арбаа Турим», или кратко — «Тур», который лёг в основу еврейских законодательных сборников, в том числе «Шульхан Арух».

## Биография
Родился в Германии у знаменитого раввина Ашера бен Иехиэля (РОШ), был его третьим сыном. Вместе с отцом бежал из Германии и поселился в Испании в Толедо в 1304 году.
После смерти отца начал издавать свою книгу «Арбаа турим», которая должна была стать компиляцией споров в Талмуде и мнений предыдущих мудрецов по вопросам Галахи. По этой причине в своём труде Яаков не приводит разрешённых споров. Особенно подчёркивается в книге мнение раби Ашера (РОШа), отца Яакова.
Рабби Яаков составил также комментарии к Торе, основанные в основном на занимательных связях между словами и их числовыми значениями.
В конце жизни покинул Толедо, по некоторым мнениям - с целью уехать в Эрец-Исраэль. По традиции считается, что его могила находится в Греции.

## Арбаа Турим
Галахический свод Арбаа Турим (ивр. אַרְבַּעָה טוּרִים‎ — «четыре ряда», сокращённо «Тур») состоит из 4 разделов («турим»), которые, в свою очередь, поделены на главы («симаним»):
1. «Орах Хаим» (ивр. אוֹרַח חַיִים‎, «образ жизни») — законы повседневной жизни, молитва, шаббат, праздники, посты; состоит из 697 глав.
2. «Йорэ Деа» (ивр. יוֹרֶה דֵעָה‎, «учит знанию») — запрещённые виды пищи и смешивания пищи, кашрут, шхита, идолопоклонство, ритуальная чистота, изучение Торы, траур, благотворительность (403 главы).
3. «Эвэн ха-Эзэр» (ивр. אֶבֶן הָעֵזֶר‎, «Ковчег Божий», досл. «Камень помощи» (1Цар. 7:12) — законы семьи и брака, в том числе левиратного (178 глав).
4. «Хошен ха-Мишпат» (ивр. חוֹשֶן מִשפָּט‎, «судный наперсник») — судопроизводство, гражданское право, имущественные споры и их решение, взаимоотношения между людьми (427 глав).

Практика еврейского закона исследуется на основе текстов Торы и изречений Талмуда; в основе книги лежит труд Ицхака Альфаси «Сефер ха-Халахот», который сравнивается с Мишне-Торой Маймонида, а также литературой Тосафот, отражающей ашкеназскую традицию.
В отличие от «Мишне Тора», Тур не ограничивается догмами и постулатами, а подробно сравнивает имеющиеся мнения по любым спорным моментам. Тур также не рассматривает заповеди, связанные с существованием Храма или исполняемые только в Эрец-Исраэль.
Структура книги была повторена в кодексе Шулхан Арух, созданном на основе Тура.